# Harvey Fuqua
Pour les articles homonymes, voir Fuqua.
Harvey Fuqua (27 juillet 1929 - 6 juillet 2010) est un chanteur, auteur-compositeur, producteur de disques et directeur de maison de disques américain.
Harvey Fuqua fonde le groupe de rhythm and blues et de doo-wop The Moonglows dans les années 1950. Son groupe donne à Marvin Gaye un début dans sa carrière musicale. Fuqua est l'un des personnages clés du développement du label Motown à Detroit. Lui et sa femme de l'époque, Gwen Gordy, distribuent le premier single à succès de Motown, Money (That's What I Want) de Barrett Strong, sur leur label Anna Records. Fuqua vend ensuite Anna Records au frère de Gwen, Berry Gordy, et devient auteur-compositeur et cadre chez Motown.

## Biographie
Harvey Fuqua naît à Louisville, dans le Kentucky. Il est le neveu de Charlie Fuqua, membre des Ink Spots. En 1951, avec Bobby Lester, Alexander Graves et Prentiss Barnes, il forme un groupe vocal, les Crazy Sounds, à Louisville, puis déménage avec d'autres membres du groupe à Cleveland, Ohio. Là, ils sont pris sous l'aile du disc-jockey Alan Freed, qui les rebaptise The Moonglows. Les premières sorties des Moonglows sont pour le label Champagne Records de Freed en 1953. Ils enregistrent ensuite pour le label Chance à Chicago, avant de signer avec Chess Records en 1954. Leur single Sincerely atteint le no 1 du palmarès R&B de Billboard et le no 20 du Top 100 à la fin de 1954.
Fuqua partage d'abord partagé le chant principal avec Lester, puis s'affirme finalement comme le leader du groupe. Cela change en 1957 lorsqu'il se sépare des autres membres et installe un nouveau groupe, anciennement connu sous le nom de Marquees, qui comprend Marvin Gaye. Le nouveau groupe, présenté sous le nom de Harvey and the Moonglows, connaît un succès immédiat avec Ten Commandments of Love (no 22 du Top 100). Fuqua quitte le groupe en 1958.
Les Moonglows se réunissent temporairement en 1972. Ils sont intronisés au Rock and Roll Hall of Fame en 2000.
Lorsqu'il qu'il est sur le label Chess, Fuqua chante également en duo avec Etta James, ayant des succès avec If I Can't Have You (1960, no 6 R&B, no 52 pop) et Spoonful (1961, no 12 R&B, no 78 pop).
Fuqua quitte les Moonglows lorsque Leonard Chess lui suggère de rejoindre Anna Records à Detroit. Chez Anna Records, Fuqua commencé à travailler avec Anna Gordy, Billy Davis, Lamont Dozier et Johnny Bristol. Il présente également Marvin Gaye au frère d'Anna, Berry Gordy, et épouse leur sœur Gwen Gordy. En 1961, il lance ses propres labels, Tri-Phi Records et Harvey Records, dont les signatures incluent The Spinners, Junior Walker et Shorty Long. Cependant, fatigué de diriger un petit label indépendant, Fuqua accueille l'opportunité de travailler chez Motown ; il y est embauché pour diriger le département de développement des artistes du label et travaille également comme producteur pour la firme. Fuqua amène les Spinners et Johnny Bristol chez Motown et coproduit plusieurs tubes pour Bristol. Il est également responsable de l'arrivée de Tammi Terrell sur le label et de la suggestion et de la production de ses duos avec Marvin Gaye, notamment Ain't No Mountain High Enough et Your Precious Love. En 1962, avec les Five Quails, Fuqua obtieny un petit succès avec Been a Long Time.
Vers 1971, Fuqua quitte Motown et obtient un contrat de production avec RCA Records, pour lequel il connaît un succès particulier avec le groupe New Birth. Il découvre également le pionnier du disco Sylvester et Two Tons o' Fun (également connu sous le nom de The Weather Girls), produisant les singles à succès de Sylvester Dance (Disco Heat) et You Make Me Feel (Mighty Real) en 1978 et son album Stars en 1979. Il est également directeur de tournée pour Smokey Robinson. En 1982, il retrouve Marvin Gaye pour produire son album Midnight Love, qui comprend le single Sexual Healing. En 2000, il crée sa propre maison de disques, Resurging Artist Records. Il est administrateur de la Rhythm and Blues Foundation. 
Fuqua co-écrit l'un des plus célèbres instrumentaux disco, K-Jee, enregistré à l'origine par The Nite-liters, dont New Birth est un groupe dérivé, puis par MFSB pour le film Saturday Night Fever.
Le réalisateur Antoine Fuqua, connu notamment pour le film Training Day en 2001, est son neveu.
Fuqua réside à Las Vegas, jusqu'à sa mort d'une crise cardiaque dans un hôpital de Détroit le 6 juillet 2010.

## Discographie en solo

### Singles
| Année | Face A                    | Face B                  | Label   | Numéro | Notes               |
| ----- | ------------------------- | ----------------------- | ------- | ------ | ------------------- |
| 1959  | I Want Somebody           | Da Da Goo Goo           | Chess   | 1713   |                     |
| 1959  | Twelve Months of the Year | Don't Be Afraid of Love | Chess   | 1725   |                     |
| 1960  | Blue Skies                | Ooh, Ouch, Stop         | Chess   | 1748   |                     |
| 1960  | If I Can't Have You       | My Heart Cries          | Chess   | 1760   | duo avec Etta James |
| 1960  | Spoonful                  | It's a Cryin' Shame     | Chess   | 1771   | duo avec Etta James |
| 1961  | The First Time            | Mama                    | Chess   | 1781   |                     |
| 1962  | What Can You Do Now       | Will I Do               | Harvey  | 121    | duo avec Ann Bogan  |
| 1962  | Any Way You Wanta         | She Loves Me So         | Tri-Phi | 1017   |                     |
| 1963  | Memories of You           | Come On and Answer Me   | Tri-Phi | 1024   |                     |

## Travail de bienfaisance
En mars 1995, Fuqua et son épouse, Carolyne, constituent la Fondation for the S.T.A.R.S., une organisation à but non lucratif qui s'attaque à certaines des difficultés des jeunes défavorisés des centres-villes d'Amérique, avec la conviction que chaque rêve devrait avoir le opportunité à concrétiser.

## Poursuites judiciaires
En novembre 1982, la star du disco Sylvester intente une action en justice contre Fuqua et Fantasy Records, qui conduit à un jugement selon lequel la société lui a retenu de l'argent, d'un montant de 218 112,50 $. Fuqua n'est pas en mesure de payer plus de 20 000 $, donc Sylvester ne reçoit jamais la majeure partie de l'argent qui lui est légalement dû.